# لينكولن أوستن ستيفنز
لينكولن أوستن ستيفنز (6 أبريل 1866 - 9 أغسطس 1936) كان صحفي تحقيقات أمريكي وأحد رواد المدافعين في الحقبة التقدمية خلال أوائل القرن العشرين. أطلق سلسلة مقالات في مجلة مكلور باسم «أيام تويد في سانت لويس»، التي نُشرت لاحقًا معًا في كتاب بعنوان «عار المدن». يُذكر بتحقيقه في الفساد في الحكومة البلدية في المدن الأمريكية وقيمه اليسارية.

## نشأته
ولد ستيفنز في سان فرانسيسكو، كاليفورنيا، الابن الوحيد والأكبر من بين أربعة أطفال لإليزابيث لويزا (سيمز) ستيفنز وجوزيف ستيفنز. نشأ وترعرع في ساكرامنتو، عاصمة الولاية؛ وتحول منزل عائلة ستيفنز، الذي كان منزلًا فيكتوريًا على شارع إتش الذي اشتراه التاجر ألبرت غالاتين في عام 1887، إلى مقر إقامة حاكم كاليفورنيا في عام 1903.
التحق ستيفنز بمدرسة سانت ماثيو الأسقفية، حيث اختلف يوميًا مع مؤسس المدرسة ومديرها، فارض النظام الصارم، ألفريد لي براور. تخرج من جامعة كاليفورنيا، بيركلي، ثم ذهب إلى أوروبا للدراسة.

## مسيرته
ستيفنز مسيرته الصحفية في صحيفة نيويورك كوميرشيال أدفرتايزر في العقد 1890، قبل انتقاله إلى صحيفة نيويورك إيفنينغ بوست. بين عامي 1902 و1906، عمل محررًا في مجلة مكلورز، حيث أصبح جزءًا من ثلاثي مشهور في التحقيق الصحفي مع إيدا تاربيل وراي ستانارد بيكر. تخصص في التحقيق في الفساد الحكومي والسياسي، ونُشرت مجموعتان من مقالاته باسم «عار المدن» (1904) و«النضال من أجل الحكم الذاتي» (1906). كتب أيضًا «الدولة الخائنة» (1905) التي انتقدت نيوجيرسي لدعمها للشركات. في عام 1906، غادر مكلورز، إلى جانب تاربيل وبيكر، لتأسيس مجلة «ذي أميريكان». في «عار المدن»، ستيفنز لإحداث إصلاح سياسي في أمريكا الحضرية من خلال مناجاة عواطف الأمريكيين. حاول إثارة الاستياء بأمثلة على الحكومات الفاسدة في جميع أنحاء أمريكا الحضرية.
بين عامي 1914 و1915، غطى الثورة المكسيكية وبدأ في رؤية الثورة كخيار أفضل من الإصلاح. في مارس 1919، رافق ويليام سي. بوليت، مسؤول منخفض المستوى في وزارة الخارجية، في زيارة لروسيا السوفياتية استمرت ثلاثة أسابيع وشهد «عملية مربكة وصعبة» يمر بها المجتمع خلال عملية التغيير الثوري. كتب أن «روسيا السوفيتية كانت حكومة ثورية لديها خطة تطورية»، تتحمل «حالة مؤقتة من الشر، ما يجعل العبء محمولًا هو الأمل والتخطيط».
بعد عودته، نشر وجهة نظره حول الثورة السوفياتية وخلال حملته للحصول على مساعدات غذائية أمريكية لروسيا، قال عبارته الشهيرة عن المجتمع السوفياتي الجديد «لقد رأيت المستقبل، وهو ناجح»، عبارة كررها كثيرًا بتغييرات متعددة. تحمل صفحة عنوان كتاب زوجته إيلا وينتر «الفضيلة الحمراء: العلاقات الإنسانية في روسيا الجديدة» (فيكتور جولانتز، 1933) هذه الاقتباس.
تراجع حماسه للشيوعية مع ظهور مذكراته في عام 1931. أصبحت السيرة الذاتية أفضل الكتب مبيعًا، مما أدى إلى عودة قصيرة للشهرة للكاتب، ولكن ستيفنز لم يتمكن من الاستفادة من ذلك حيث قصر مرضه جولته الحديثة في أمريكا في عام 1933. كان عضوًا في مشروع كتاب كاليفورنيا، وهو برنامج في إطار الصفقة الجديدة (نيو ديل).
تزوج ستيفنز الكاتبة الاشتراكية ليونور (إيلا) صوفي وينتر، التي كانت في السادسة والعشرين من عمرها، في عام 1924، وانتقلا إلى إيطاليا حيث وُلِدَ ابنهما بيتر في سان ريمو.
في عام 1927، انتقلا إلى كارميل باي ذا سي، كاليفورنيا، وهي أهم مستعمرة فنية على ساحل المحيط الهادئ، واستقروا في منزل صغير قرب تقاطع شارع سان أنطونيو وشارع أوشن. خلال إقامتهما هناك، كتب ستيفنز سيرته الذاتية وأدار الصحيفة الأسبوعية «باسيفيك ويكلي». تم تجديد المنزل الصغير في عام 1992.
أصبحت إيلا ولينكولن شخصيات مثيرة للجدل في السياسة اليسارية للمنطقة.
عندما عرض عرض دراسته للوحة «روح السيد ستيفنز»، التي تظهر شيطانًا مشوهًا، استمتع لينكولن بالفخر بالرسمة واستمتع بالانتشار الإعلامي الذي أحدثته.
«لم يعط عنوانه في كارمل. خلال كونه تلميذ فلسفة، كان محررًا في سلسلة من الصحف والمجلات من بينها «ذي أميريكان»، و«مكلور»، وكاتبًا لستة كتب؛ كان محاضرًا وعضو نادٍ بارزًا».  _ كارمل باين كون
في عام 1934، ساعد ستيفنز ووينترز في تأسيس مدرسة عمال سان فرانسيسكو (التي أصبحت لاحقًا مدرسة عمال كاليفورنيا)؛ وعمل ستيفنز هناك مستشارًا.

## وفاته
توفي ستيفنز بسبب حالة في القلب في 9 أغسطس 1936، في كارميل باي ذا سي، كاليفورنيا.
عام 2011، أعرب كيفن بيكر من صحيفة نيويورك تايمز عن أسفه لأن «لينكولن ستيفنز لم يعد يُذكر كثيرًا اليوم».

## أعماله
* بيتسبرغ جحيم مفتوح الغطاء (1903) (لوحة جولز غيروين / لينكولن ستيفنز).
* عار المدن (1904)، متاح على أرشيف الإنترنت.
* الدولة الخائنة (1905).
* النضال من أجل الحكم الذاتي (1906)، متاح على أرشيف الإنترنت.
* البناة (1909)، متاح على أرشيف الإنترنت.
* الأصغر من هؤلاء: قصة حقيقية (1910)، متاح على أرشيف الإنترنت.
* داخل المكسيك و- خارجها! (1916)، متاح على أرشيف الإنترنت.
* سيرة ذاتية لينكولن ستيفنز (1931).

## في الثقافة الشعبية
يُذكر لينكولن ستيفنز في فيلم داني ديفيتو «جاك ذا بير» (1993).
يُذكر لينكولن ستيفنز في رواية توم وولف «حريق من العواطف» عام 1987.
تشير شخصيات في مسلسل الجريمة الأمريكي «مدينة على الهضبة» الذي بدأ عرضه في عام 2019، إلى لينكولن ستيفنز في العديد من اللقطات.
سيرة لينكولن ستيفنز الذاتية هي الكتاب المفضل لأحد أعضاء «المجموعة في ماري مكارثي» عام 1963 التي تحمل نفس العنوان.
سيرة لينكولن ستيفنز الذاتية مذكورة في رواية جوزيف ماكيلروي «النساء والرجال». ذكرت أيضًا ككتاب مفضل لمارلين مونرو في سيرتها الذاتية «قصتي» (قرأتها خلال تصوير فيلم «كل شيء عن إيف» وحذرها جوزيف إل. مانكيويتس من إخبار أي شخص بسبب ارتباطات محتملة بالشيوعية).
لينكولن ستيفنز شاهدٌ مستاء إلى حد ما من التآمر السياسي في إعادة رسم خريطة أوروبا بعد الحرب العالمية الأولى في رواية أبتون سينكلير «نهاية العالم». في «نهاية العالم»، يشير سينكلير إلى ستيفنز بكونه من المدافعين (المكراكرز). أشير إلى سينكلير نفسه بذات الشيء.